# NGC 2888
NGC 2888 is een elliptisch sterrenstelsel in het sterrenbeeld Kompas. Het hemelobject werd op 30 maart 1835 ontdekt door de Britse astronoom John Herschel.

## Synoniemen
- ESO 434-2
- MCG -5-23-1
- PGC 26768